# Zarodkowe komórki macierzyste

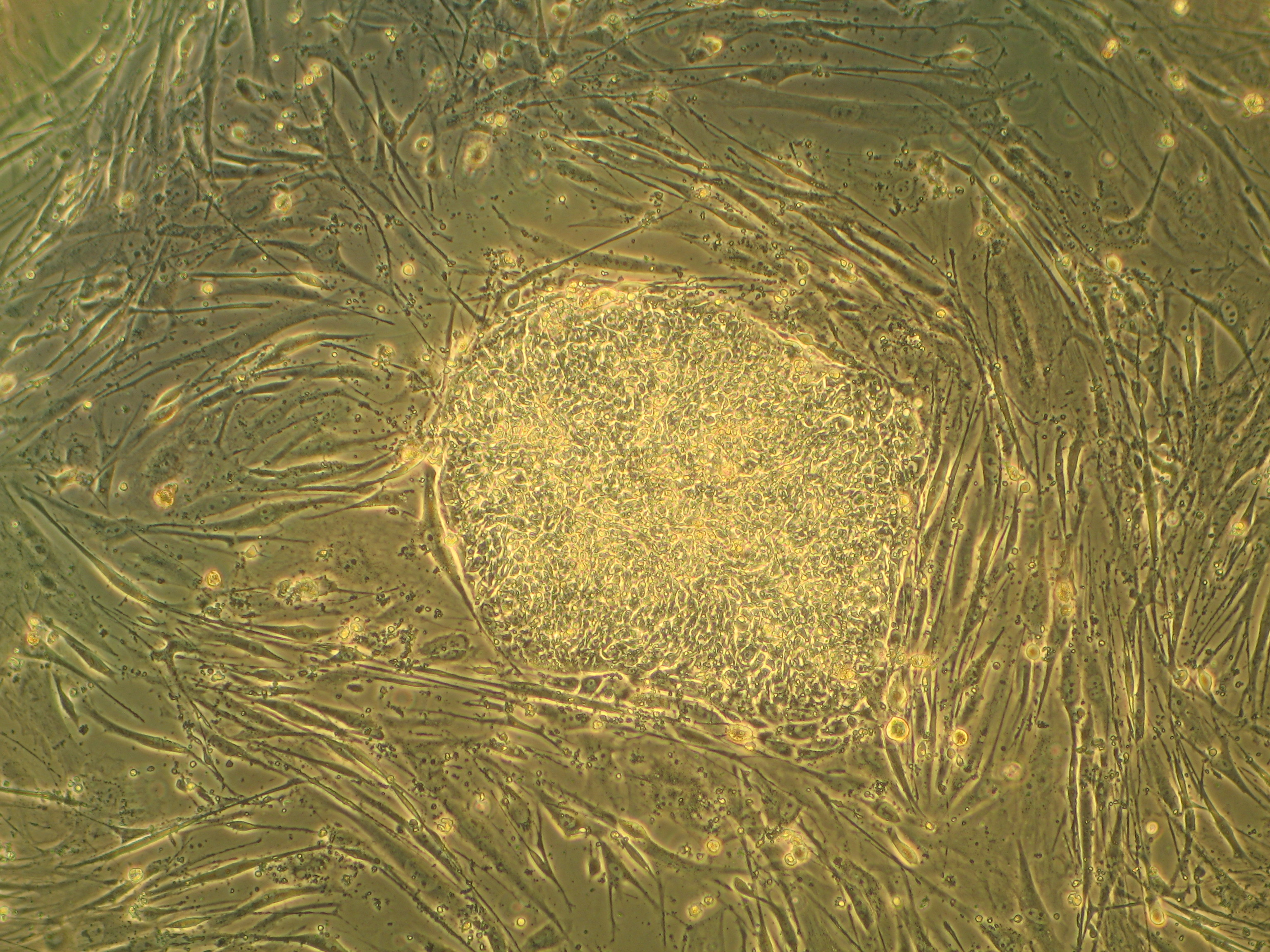
Kolonia ludzkich zarodkowych komórek macierzystych

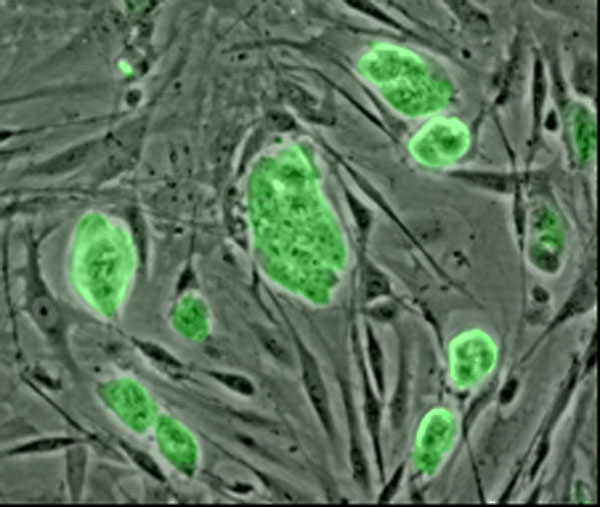
Zarodkowe komórki macierzyste myszy

Zarodkowe komórki macierzyste, embrionalne komórki macierzyste, pierwotne komórki zarodkowe – komórki mogące dać początek każdej tkance. Komórki macierzyste pięciodniowego zarodka mogą rozwinąć się w dowolny typ komórek i zastąpić te uszkodzone, których organizm nie jest w stanie odtworzyć.
Zanik komórek to przyczyna wielu różnych schorzeń, na przykład choroby Alzheimera i niewydolności mięśnia sercowego. Sztuczna hodowla wyspecjalizowanych komórek z komórek macierzystych oraz ich wszczepianie stanowiłyby przełom w medycynie.
Komórki macierzyste do tego celu można uzyskać z krwi pępowinowej lub z wyhodowanych zarodków zwierząt lub ludzi. Już teraz komórki macierzyste są wykorzystywane do leczenia choroby Parkinsona, cukrzycy i urazów kręgosłupa u myszy. W organizmie myszy, której wszczepiono komórki macierzyste, uzyskano komórki oka, nerwów, kości i mięśni.

## Historia
W lutym 2004 uczeni z Seulu sklonowali ludzkie zarodki w celu pobrania z nich komórek do uzyskania tkanek i organów dla osób chorych na cukrzycę lub chorobę Parkinsona. Embriony, z których mają być hodowane organy zastępcze, w założeniu mają być genetyczną kopią dawcy, co ma zapobiegać odrzucaniu przeszczepów.
Pod koniec listopada 2004 roku Song Chang-hun z Uniwersytetu Chosun w Gwangju w Korei Południowej, Kang Kyung-sun z Narodowego Uniwersytetu w Seulu i Han Hoon z Seulskiego Banku Krwi Pępowinowej wszczepili uzyskane z krwi pępowinowej komórki macierzyste 37-letniej Hwang Mi-Soon, która od 19 lat była sparaliżowana wskutek uszkodzenia rdzenia kręgowego w wypadku samochodowym. W wyniku zabiegu kobieta odzyskała władzę w nogach.
Naukowcy z University Hospital w Cleveland po przeanalizowaniu efektów leczenia 500 chorych na białaczkę doszli do wniosku, że komórki macierzyste z krwi pępowinowej doskonale nadają się do leczenia tej choroby.
W styczniu 2005 roku Naukowcy z Narodowego Instytutu Onkologii z Aviano we Włoszech dokonali autogenicznego przeszczepu komórek macierzystych (to znaczy komórek własnych pacjenta) osobom zarażonym wirusem HIV, u których rozwinęły się chłoniaki. Z 20 pacjentów 17 żyje i uzyskało remisję. Wcześniej dokonywano już takich przeszczepów u osób niebędących nosicielami wirusa HIV.
Niedawno naukowcy norwescy przekształcili komórki macierzyste, pobrane ze szpiku kostnego dorosłych ludzi, w ludzkie komórki nerwowe, poprzez wszczepienie ich do kurzych jaj. Istnieje szansa, że w ten sposób będzie można leczyć choroby neurodegeneracyjne, na przykład Parkinsona.

## Kontrowersje
Wykorzystywanie komórek zarodkowych jest wysoce kontrowersyjne, podobnie jak eksperymenty na zwierzętach. Metoda oparta na krwi pępowinowej budzi mniejsze opory natury etycznej. Ponadto w przypadku komórek z krwi pępowinowej ryzyko przekształcenia się ich w nowotwór jest dużo mniejsze i nie ma ryzyka, że zostaną zniszczone przez układ odpornościowy.